# Piece (graffiti)
Piece (zkrácená verze z anglického slova masterpiece, mistrovské dílo) je jednou ze tří základních forem graffiti, pro kterou je typická nejsložitější struktura písmen, čísel či jiných znaků ve vztahu k tagům a throw upům. Jedná se o časově velmi náročný druh graffiti z důvodu většího množství detailů, které obsahuje.

## Definice
Definujícím prvkem piecu je jeho složitost ve vztahu k zbylým formám graffiti tedy tagům a throw upům, které jsou rychleji proveditelné z důvodu absence mnoho aspektů, které masterpiece obsahuje, jako například složitější barevná kombinace, komplikovanější tvary písmen,  estetické doplňky jakou jsou odlesky, hvězdičky a praskliny. Dále bývá se samotným piecem svázáno i doplnění o stíny či 3D efekt, pozadí a různé postavičky.
Na jedné straně spektra lze najít piecy, které jsou lehko čitelné i pro nezúčastněné pozorovatele. Na straně druhé těžko čitelné piecy s velmi složitou strukturou písma, kdy složitě propracované detaily znesnadňují schopnost dešifrování. Takto složitě propracované piecy se označují jako wildstyle.

## Druhy pieců
- Blockbuster piece
- Full colour piece
- Roller piece
- Straight letter piece - snadno čitelný používajíc struktury písma běžně známých pro širokou veřejnost.
- Wildstyle piece - pro nezúčastněné aktéry těžko čitelný, z důvodu komplikovaného deformování tradičního písma, čísel a jiných znaků.

## Galerie

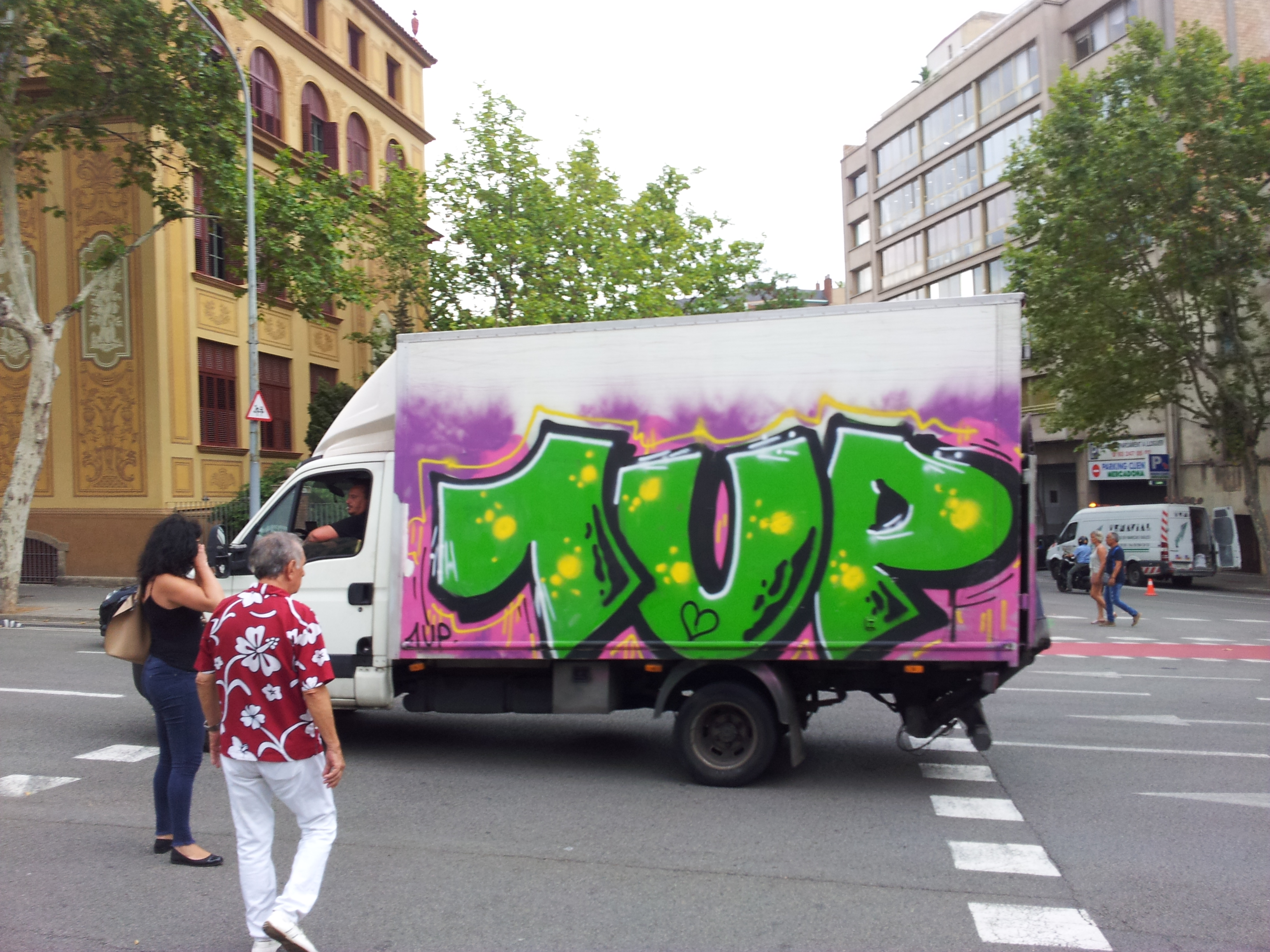
Piece „1UP“ na dodávce.
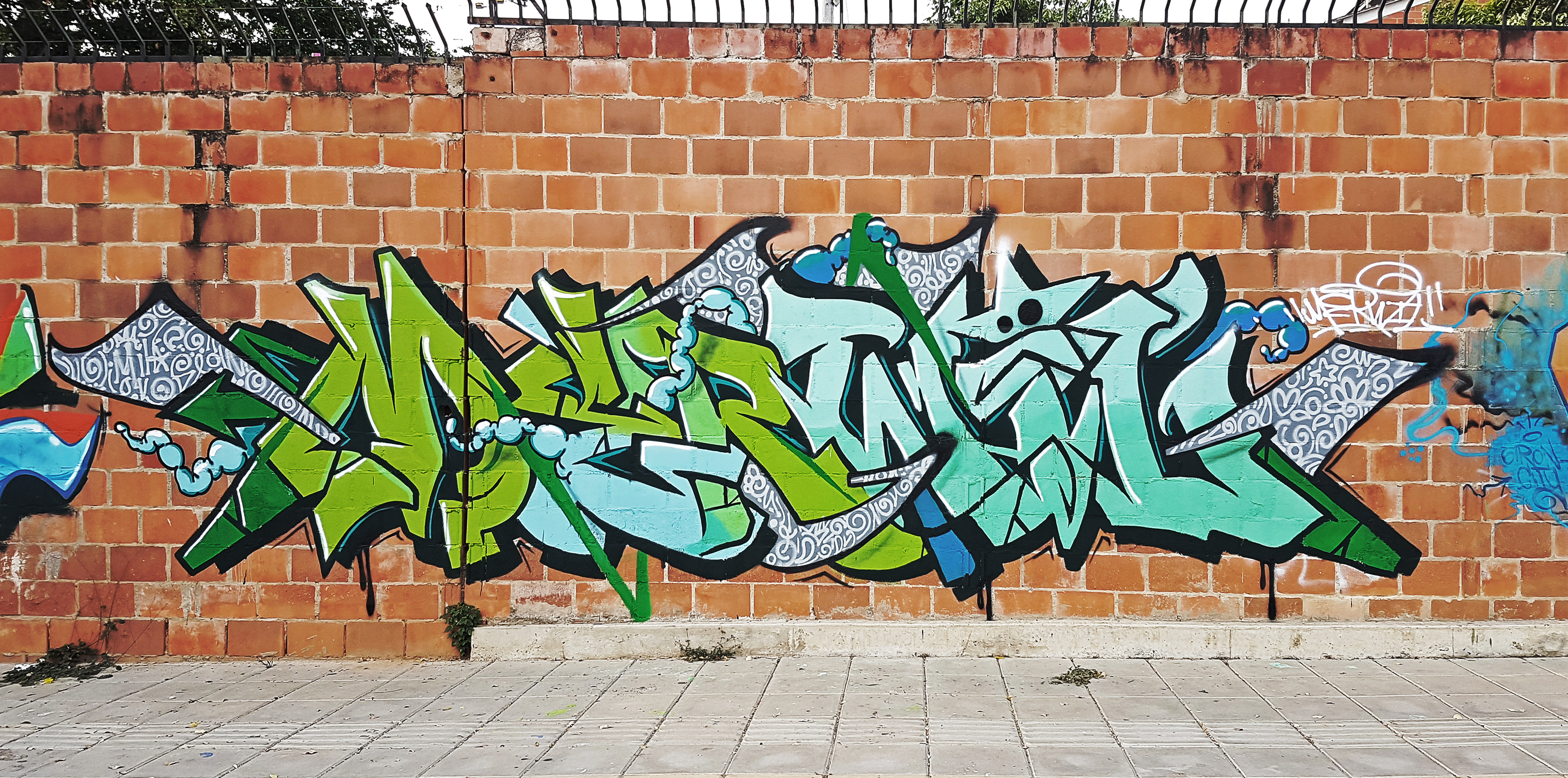
Wildstylový piece „Merwil“.